# Amish in the city
Amish in the city är en amerikansk serie från 2004 där ett par typiska stadsbor ska dela hus med ungdomar från Amishfolket under 10 veckor och dela med sig av sina värderingar och erfarenheter.
I Sverige sändes serien under 2005 på Kanal 5.